# 小田島隆幸
小田島 隆幸（おだじま たかゆき、1977年9月15日 - ）は、神奈川県茅ヶ崎市出身のサッカー指導者、元サッカー選手。ポジションはDF。

## 来歴
習志野高校時代は1995年インターハイ優勝・1995年国民体育大会優勝(千葉県選抜)を経験。同級生には福田健二・廣山望らがいる。関東選抜、東日本選抜、U-18日本代表候補。
中央大学では2年生からレギュラーになり、4年時には主将。同期にはお笑い芸人のパンサー尾形、寮の同部屋の後輩には中村憲剛がいた。
大学卒業後にはモンテディオ山形に入団し、その年は開幕スタメンで23試合に出場。しかし2年目はシーズン前に原因不明の急性肝炎を患い、2カ月間入院をして出場機会がないままシーズンを終える。
2002年ザスパ草津に移籍。創成期（初代キャプテン）より活躍し、JFL時代にはセンターバックながら開幕3試合連続ゴールを記録。群馬県リーグ時代からディフェンスリーダーとしてJリーグ昇格に貢献。2005年シーズン終了をもって現役をって引退。
初代「草津の壁」として活躍した。
引退後はJリーグクラブ、大学、スクールの指導者として活動。

## 所属クラブ
- 鶴が台スパイダーズ（茅ヶ崎市）
- フットワーククラブ（寒川町）
- 1993年-1995年 習志野市立習志野高等学校
- 1996年-1999年 中央大学
- 2000年-2001年  モンテディオ山形
- 2002年-2005年  ザスパ草津

## 個人成績
| 国内大会個人成績 | 国内大会個人成績 | 国内大会個人成績 | 国内大会個人成績 | 国内大会個人成績 | 国内大会個人成績          | 国内大会個人成績         | 国内大会個人成績         | 国内大会個人成績 | 国内大会個人成績 | 国内大会個人成績 | 国内大会個人成績 |
| 年度             | クラブ           | 背番号           | リーグ           | リーグ戦         | リーグ戦                  | リーグ杯                 | リーグ杯                 | オープン杯       | オープン杯       | 期間通算         | 期間通算         |
| 年度             | クラブ           | 背番号           | リーグ           | 出場             | 得点                      | 出場                     | 得点                     | 出場             | 得点             | 出場             | 得点             |
| 日本             | 日本             | 日本             | 日本             | リーグ戦         | リーグ戦                  | リーグ杯                 | リーグ杯                 | 天皇杯           | 天皇杯           | 期間通算         | 期間通算         |
| ---------------- | ---------------- | ---------------- | ---------------- | ---------------- | ------------------------- | ------------------------ | ------------------------ | ---------------- | ---------------- | ---------------- | ---------------- |
| 2000             | 山形             | 15               | J2               | 23               | 0                         | 1                        | 0                        |                  |                  |                  |                  |
| 2001             | 山形             | 15               | J2               | 0                | 0                         | 0                        | 0                        |                  |                  |                  |                  |
| 2002             | 草津             | 3                | 群馬県1部        | 14               | 2                         | -                        | -                        |                  |                  |                  |                  |
| 2003             | 草津             | 3                | 関東2部          | 14               | 2                         | -                        | -                        | 1                | 0                | 15               | 2                |
| 2004             | 草津             | 3                | JFL              | 29               | 7                         | -                        | -                        | 5                | 1                | 34               | 8                |
| 2005             | 草津             | 3                | J2               | 20               | 0                         | -                        | -                        |                  |                  |                  |                  |
| 通算             | 日本             | 日本             | J2               | 43               | 0\|\|\|\|\|\|\|\|\|\|\|\| |                          |                          |                  |                  |                  |                  |
| 通算             | 日本             | 日本             | JFL              | 29               | 7                         | -\|\|\|5\|\|1\|\|34\|\|8 | -\|\|\|5\|\|1\|\|34\|\|8 |                  |                  |                  |                  |
| 通算             | 日本             | 日本             | 関東2部          | 14               | 2                         | -\|\|\|1\|\|0\|\|15\|\|2 | -\|\|\|1\|\|0\|\|15\|\|2 |                  |                  |                  |                  |
| 通算             | 日本             | 日本             | 群馬県1部        | 14               | 2                         | -\|\|\|\|\|\|\|\|        | -\|\|\|\|\|\|\|\|        |                  |                  |                  |                  |
| 総通算           | 総通算           | 総通算           | 総通算           | 100              | 11                        | 1                        | 0                        | 6\|\|\|1\|\|\|   |                  |                  |                  |

## 個人タイトル
- 2004年 JFL ベストイレブン

## 指導歴
- 2006年-2012年 ザスパ草津/ザスパクサツ群馬
  - 2006年-2009年 アドバイザリースタッフ
  - 2010年 アカデミーコーチ (北毛地域)
  - 2011年 アカデミー吾妻地区ダイレクター (北毛地域)
  - 2012年 トップチームコーチ
- 2008年-2011年 2013年-現在 日本大学サッカー部コーチ
- 他スクールコーチ